# Vagrant Records
Vagrant Records – niezależna wytwórnia muzyczna, utworzona w 1996 przez menadżera zespołu face to face, Richa Egana i jego przyjaciela Jona Cohena.

## Artyści obecnie współpracujący z wytwórnią
- Alexisonfire
- Alkaline Trio (Alk3)
- The A-Sides
- Biology
- The Bled
- The Comas
- Dashboard Confessional
- Down to Earth Approach
- Eels
- Emanuel
- French Kicks
- From Autumn to Ashes
- The Futureheads
- The Hold Steady
- John Ralston
- The Lemonheads
- Moneen
- The New Amsterdams
- No Motiv
- Paul Westerberg
- Protest the Hero
- Reggie and the Full Effect
- Saves the Day
- Senses Fail
- The Terrible Twos

## Artyści dawniej współpracujący z wytwórnią
- The Anniversary
- Audio Learning Center
- Automatic 7
- face to face
- The Get Up Kids
- Hey Mercedes
- Hot Rod Circuit
- Rocket from the Crypt
- Koufax
- Boxer
- Viva Death
- Gotohells